# マルカツデパート
マルカツデパートは、北海道旭川市にかつて存在した、複数テナントによって構成される商業施設である。平和通買物公園に面する。
かつては日本の百貨店の一つだった。
2022年10月6日、運営会社マルカツの社長が逮捕され、電気料金未払いで電力供給が強制停止したために営業不能に陥り、事実上閉店した。老朽化による閉店は元々決まっていたが、2022年10月末までは営業の予定だった。

## 歴史・概要

### 創業
1918年（大正7年）に松村勝次郎が北海道旭川市で松村呉服店を創業したのが始まりである。
1924年（大正13年）に現在地である旭川市2条7丁目に移転し、1936年（昭和11年）に丸勝松村百貨店を設立して百貨店化した。
札幌市から進出してきた北海道最大手の百貨店だった丸井今井旭川店と共に旭川の2大百貨店として激しい競争を繰り広げ、1965年（昭和40年）には売場面積3,500m2で売上高8.5億円を上げて、丸井今井の16.0億円(売場面積4,411m2)に次ぐ旭川では2番手の百貨店となっていた。
1969年（昭和44年）に地上3階地下1階に改築された。

### 経営譲渡
その後、松山正雄が率いる旭川の有力な繊維卸小売業者だった東栄の傘下に入って松村家から経営権が移り、1971年（昭和46年）にマルカツデパートに改称した。
マルカツデパートの建物は1971年に建設された建物で地上7階、地下1階である。1991年（平成3年）の売上高は71億9400万円だった。
1997年（平成9年）、経営母体だった東栄が業績悪化に伴って400人規模の大規模な人員削減に追い込まれた。また、メインバンクだった北海道拓殖銀行の破綻に伴って1998年（平成10年）に債権が整理回収機構に引継がれて新規融資が受けられなくなった。それらの影響を受けて、2001年（平成13年）2月中旬に直営売場を廃止して百貨店としての営業を終え、翌3月からは店舗名は従来通りながら全館テナントのビルとして営業を再開した。
2003年（平成15年）1月28日に経営母体の東栄が負債総額約350億円を抱えて民事再生法の適用を申請して事実上破綻し、応札があった3社の中から選んだローンスタージャパンにホテルやケーブルテレビ局などと共に総額23.98億円で売却されて経営権が再び移行したが、店舗名もテナントも変化なく、従来通り営業を続けた。
2011年（平成23年）に入ると、1月31日に主要なテナントの一つだった売場面積1,600m2、約15万冊の在庫を有した大型書店「冨貴堂MEGA」が閉店して撤退するなど集客力に陰りが生じた。同年12月には名寄市に本拠を置く海晃が買収して3度目の経営権移行が行われたことが明らかになるなど変化が見られた。
2012年（平成24年）に入ると、北彩都あさひかわ事業の一部である旭川駅再開発事業に伴い駅前の旭川エスタが同年7月末で営業終了した関係から、エスタに入居していたアニメイトなど一部テナントがマルカツに移転。2015年（平成27年）にはエスタ跡にイオンモール旭川駅前が開業し、その前後にも新規テナントの入居があった。2017年3月には地下に食品売場として出店していた「ラルズマートマルカツ店」が閉店、その後地下に出店していた他のテナントについても全て撤退し、2018年時点で、地下と「冨貴堂MEGA」跡の6Fが空きテナントとなった。
2021年（令和3年）、海晃改めHIRホールディングスが、土地・建物を札幌市の不動産会社・シックスセンス傘下の企業群に売却したことが明らかになり、同年3月から遠藤管財合同会社の所有となった。

### 閉店へ
建物の老朽化も著しいことから、当初は2025年までに閉店する予定だった。2022年に入り、水漏れでテナントに損害も発生したため、同年4月に「時期は未定」としながらも閉店時期を前倒しする方針が報道された。その後テナントの退去が続き、結局同年10月末で完全閉店を告知した。
しかし、同年10月に入り、北海道電力への電力使用料未納が発覚。10月6日午前に建物への電力供給停止が通告されたことを受け、10月5日をもって最後まで残っていたテナント全20店舗が一斉に退去し、閉店した。
2024年に入り、土地・建物の根抵当権を持つあすか信用組合が旭川地方裁判所に競売を申し立て、同年7月に競売開始が決定。2024年度中に競売が実施される見通しとなった。これに対し所有者側は任意売却の方針を示したが、売却は不調に終わり、結局2025年5月より競売の入札が行われ、札幌市の不動産業者・アルファコートが落札。6月30日には裁判所からの売却許可も下りた。同社では、同じく同社が取得した近隣のファッションビル「オクノ」などと組み合わせた形での再開発を検討している。

### 不祥事発覚
閉店直前の2022年9月、建物の所有者である遠藤管財の社長が、建物内の実際には存在しない貸しスタジオが休業したと偽り、北海道の新型コロナウイルス感染防止対策の協力支援金を騙し取ろうとした詐欺罪の容疑で逮捕された。一部報道では、騙し取った支援金を暴力団に流す目的もあったとされている。
閉店後は建物を一度解体した上で高層ビルに建て替える計画とされていたが、2022年11月時点でWebサイトが消滅するなど運営会社とは連絡が取れない状態となり、当面は放置状態が続くものと見られた。
2023年1月、札幌地方裁判所にて初公判が行われたが、経営者らは容疑を否認。同年6月には経営者に対し懲役2年6ヶ月の実刑判決が下ったが、経営者側は即日控訴した。

## 過去の支店
旭川空港ターミナルビル2階の「マルカツ店」は、元々は1982年にマルカツデパートの支店として出店したものの、その後運営が切り離され2015年時点では有限会社だうんひるによる運営となった後、2020年7月31日に閉店となった。

#### 広報資料・プレスリリースなど一次資料
1. 1 2 3 4 5 6 7  “マルカツ 会社概要・沿革”.   マルカツデパート. 2012年4月18日閲覧。[リンク切れ]
2. ↑  会社概要 - 有限会社だうんひる
3. ↑  マルカツ 閉店のおしらせ - 旭川空港ターミナルビル